# 370 هـ
370 هـ هي سنة في التقويم الهجري امتدت مقابلةً في التقويم الميلادي بين سنتي 980 و981.

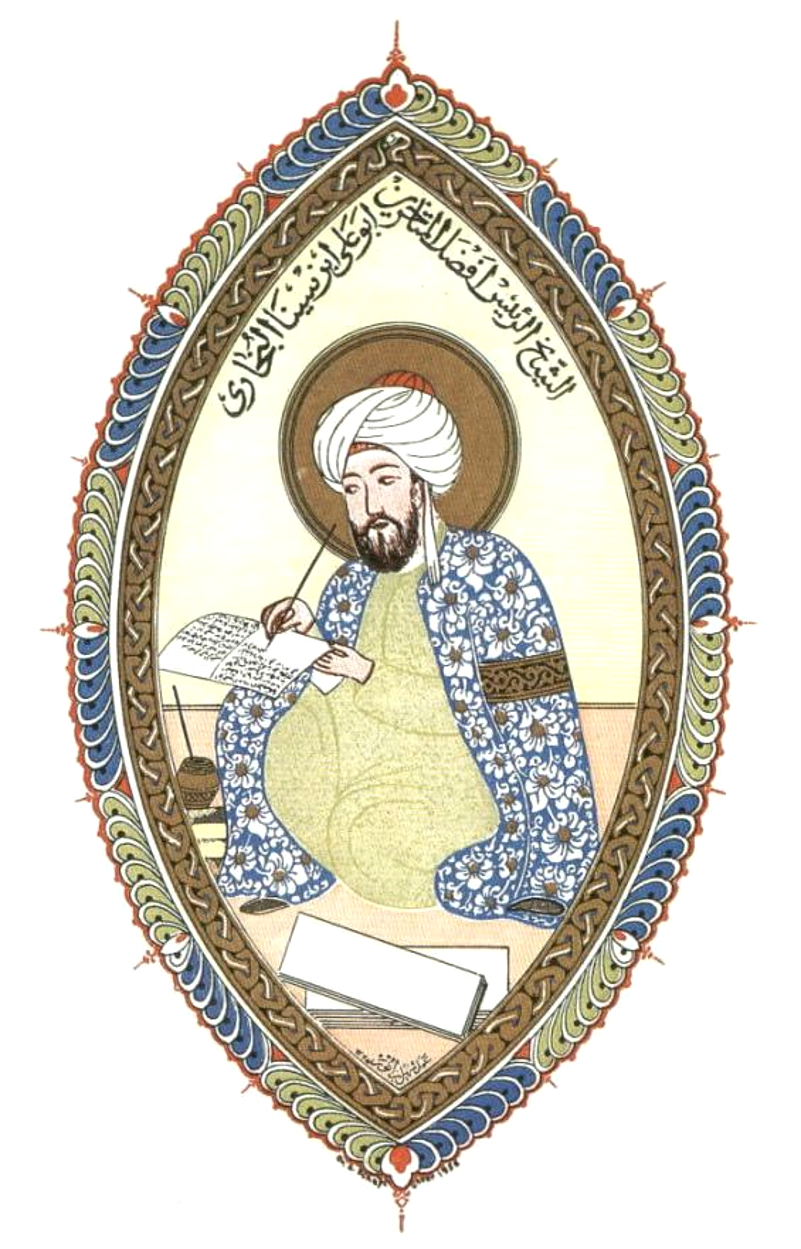
ابن سينا

## مواليد
- ابن سينا
- أبو الفتح بن شيطا
- أبو القاسم المغربي

## وفيات
- أبو بكر الإسماعيلي
- أبو بكر الجصاص
- أبو منصور الأزهري
- ابن خالويه
- محمد بن أحمد الفراء

- أحمد بن على الرازى الجصاص عالم دين حنفي المذهب.